# Philippe d'Orléans (1640-1701)
Pour les articles homonymes, voir Philippe, prince d’Orléans et Philippe, prince de France.
Titre
Héritier présomptif des trônes 
de France et de Navarre
14 mai 1643 – 1er novembre 1661
(18 ans, 5 mois et 18 jours)
Philippe de France, fils de France, duc d'Anjou à sa naissance puis duc d'Orléans en 1661, appelé aussi Philippe d’Orléans, né le 21 septembre 1640 au château Neuf de Saint-Germain-en-Laye et mort le 9 juin 1701 au château de Saint-Cloud, est un prince de la famille royale française, fils de Louis XIII et d’Anne d’Autriche, et frère cadet de Louis XIV. Titré duc d'Anjou à sa naissance, il est connu sous son titre de duc d’Orléans à partir de la mort de son oncle Gaston de France en 1660 mais aussi sous l'appellation de « Monsieur », réservée au frère puîné du roi.
Ses descendants directs forment la branche cadette d’Orléans, dont le conventionnel Philippe-Égalité, son fils Louis-Philippe devenu roi des Français à l'issue de la révolution française de 1830, et aujourd'hui les prétendants orléanistes au trône de France.

## Biographie

### Enfance et éducation

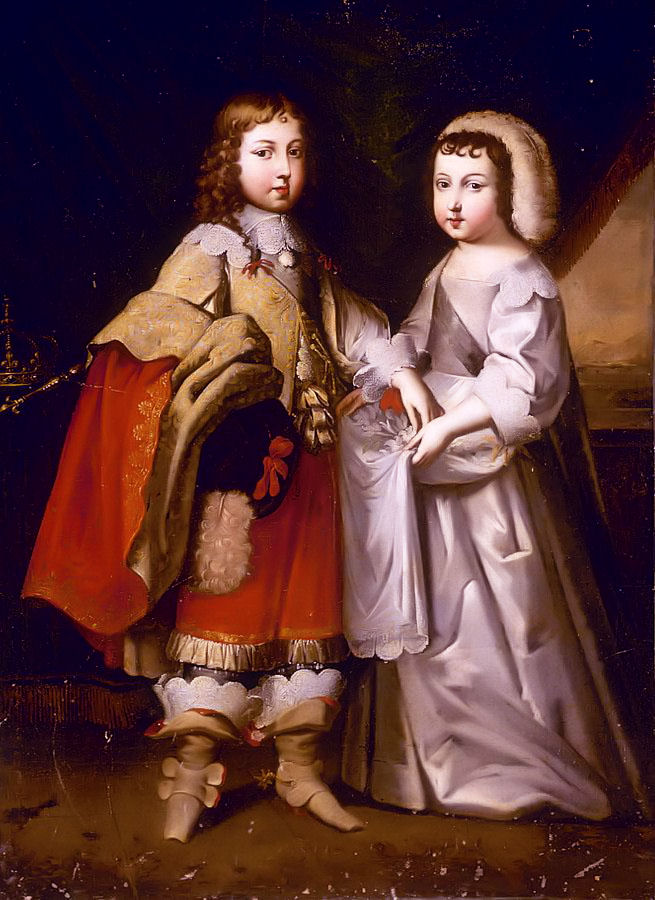
Le petit Monsieur (ici en robe), avec son frère Louis XIV de France.

Philippe, second fils du roi Louis XIII roi de France et de Navarre, et de son épouse l'infante Anne d'Autriche, naît deux ans après son frère Louis-Dieudonné (le futur Louis XIV) le 21 septembre 1640 à Saint-Germain-en-Laye ; il est ondoyé le jour de sa naissance. D'abord titré duc d'Anjou à la naissance, il est héritier présomptif du trône entre le couronnement de son frère en 1643 et la naissance du Grand Dauphin en 1661.
Philippe d'Orléans est baptisé le 11 mai 1648 à trois heures de l'après-midi dans la chapelle du Palais-Royal à Paris : son parrain est son oncle Gaston, duc d'Orléans, et sa marraine, sa tante Henriette Marie de France, épouse de Charles Ier, roi d'Angleterre.

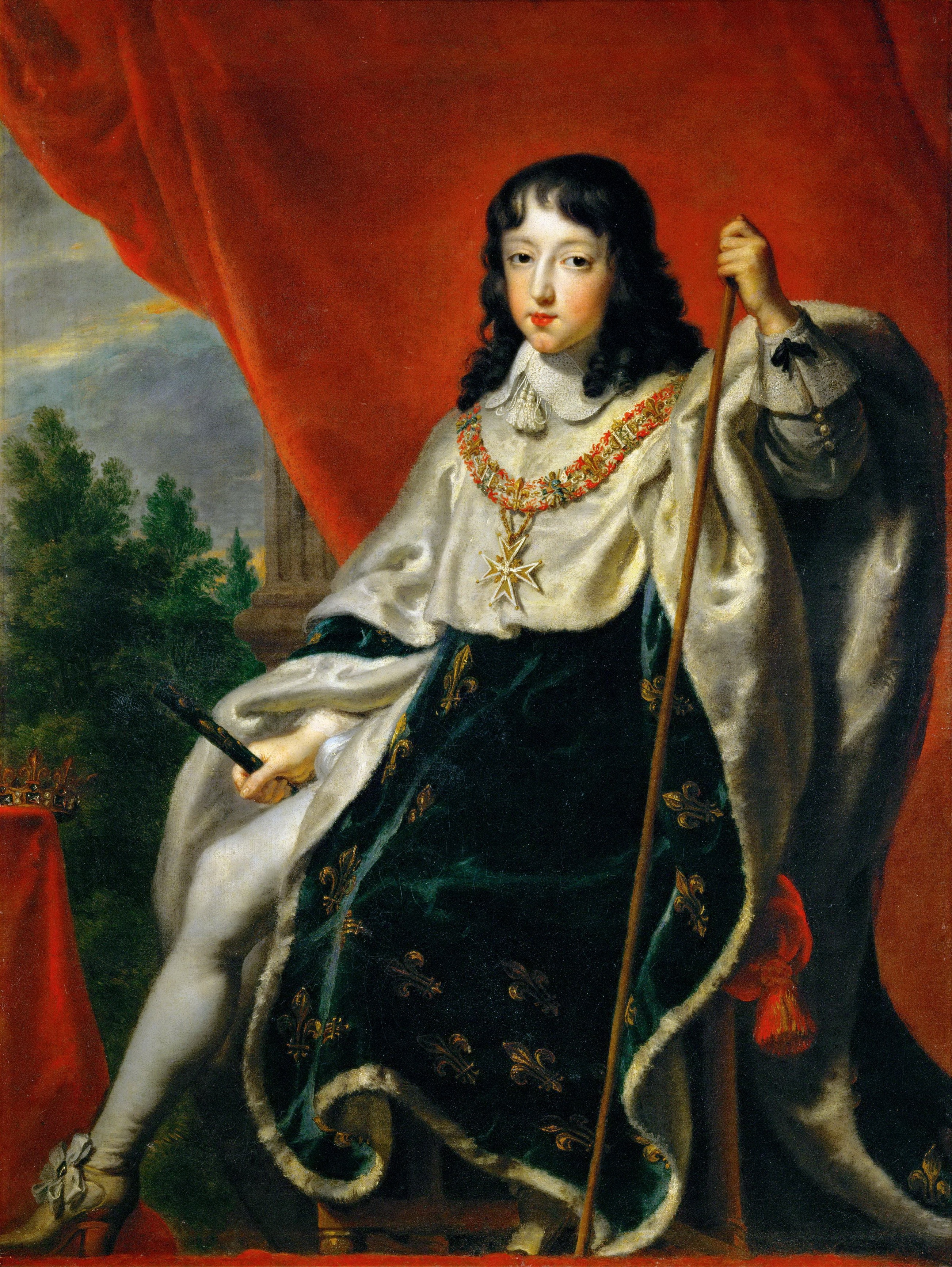
Philippe, duc d'Anjou, par Justus van Egmont (1654).

Il est surnommé « le petit Monsieur » pour le distinguer de son oncle Gaston de France, alors surnommé « le grand Monsieur ». À la mort de Gaston en 1660 et alors que Louis XIV s'apprête à gouverner par lui-même, Philippe porte pleinement son titre de Monsieur, frère du roi, et récupère comme apanage le duché d'Orléans.
Philippe d'Orléans reçut une éducation particulière : en effet la reine, craignant que l'enfant ne cause du tort à son aîné, ordonna qu'on habille le jeune garçon avec des vêtements de petite fille. De même, sa mère le surnommait « ma petite fille » ; peut-être pour le rendre naturellement efféminé ou simplement, parce qu'ayant déjà un fils dont elle devait assumer l'éducation, elle aurait aimé avoir une fille dont l'éducation était moins exigeante. Crainte que l'on suppose née de la jalousie de son oncle Gaston de France à l'égard de Louis XIII. La virilité étant directement liée au pouvoir, Philippe d'Orléans dut y renoncer contre son gré et cela jusqu'à son adolescence.
On amenait régulièrement Philippe d'Orléans jouer avec un autre garçon de son âge, François-Timoléon de Choisy (futur abbé de Choisy), que la mère habille aussi en robe sur ordre d'Anne d'Autriche dans le but de satisfaire le petit Monsieur. Saint-Simon en donne une description à l'âge adulte : « c'était un petit homme ventru, monté sur des échasses tant ses souliers étaient hauts, toujours paré comme une femme, plein de bagues, de bracelets et de pierreries partout, avec une longue perruque toute étalée devant, noire et poudrée et des rubans partout où il pouvait mettre, plein de sortes de parfums et en toutes choses la propreté même. »
Son éducation est confiée au précepteur royal François de La Mothe Le Vayer.
Mazarin avait aussi emmené en France ses neveux et ses nièces (les Mancini). Selon Christian Bouyer, historien, ce serait Philippe Mancini qui "aurait initié le jeune duc d'Anjou au vice italien", expression désignant les pratiques homosexuelles à l'époque (sa deuxième épouse la princesse Palatine, d'origine allemande, utilise quant à elle le terme de « mal français »).

### Vie privée
Philippe, homosexuel contraint au mariage du fait de son rang, se fait connaître pour son libertinage. Amateur de parures extravagantes, il mène un train de vie dispendieux. Il a plusieurs favoris qui se succèdent dans son entourage, dont le marquis de Châtillon, le comte de Guiche, le marquis de Beuvron, le marquis de Manicamp, le marquis d'Effiat et surtout pendant trente ans le Chevalier de Lorraine. D'une grande beauté, ce dernier le manipule jusqu'à sa mort, intriguant contre ses deux femmes (allant jusqu'à faire assassiner la première selon Saint-Simon), et obtenant toutes sortes de faveurs dont les meilleurs appartements dans chacune des demeures de Monsieur, ou encore prélevant des pots-de-vin sur les accords que celui-ci a pu passer.

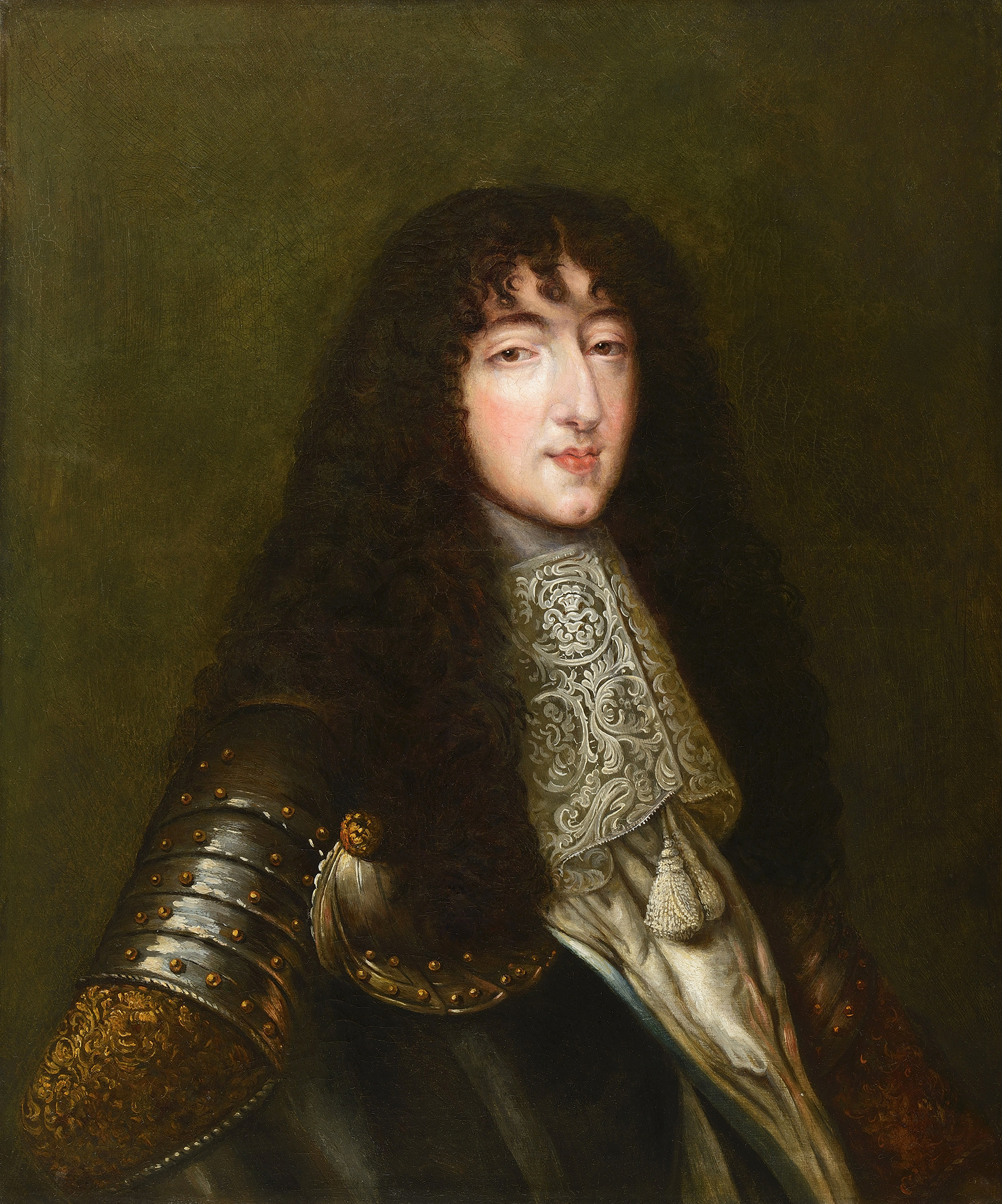
Philippe de France (1640-1701).
Philippe de Lorraine, chevalier de Lorraine

Vieillissant, le chevalier de Lorraine devient le principal pourvoyeur de partenaires sexuels pour son amant princier. Le chevalier de Lorraine a également été compromis dans la disgrâce du jeune comte de Vermandois, fils légitimé que le roi avait eu de la duchesse de La Vallière. Le roi, n'ayant en vue que l'abaissement des princes du sang, par rapport à ses enfants illégitimes, conserve cependant le chevalier dans l'entourage de son frère.

### Apanage et finances

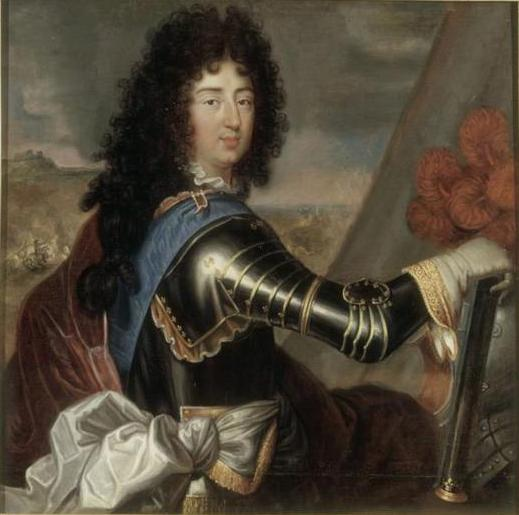
Philippe de France portant une armure à fleur de lys et le cordon bleu de l'ordre du Saint-Esprit.

Du côté financier, l'apanage de Monsieur fait de lui un des personnages les plus riches du royaume. Il récupère entre autres les duchés d'Orléans et de Chartres, qui lui assurent un train de vie à la hauteur de son rang. Son frère lui refuse toutefois les revenus du comté de Blois (et donc le Château de Chambord) et le Languedoc qui auraient aussi dû lui échoir à la mort de leur oncle Gaston. Philippe reçoit de surcroît une importante rente du roi et tire des revenus de la construction du canal d'Orléans.
Ces revenus lui permettent de vivre dans un faste équivalent à celui de la cour du roi. On invoque volontiers son activité de mécène, notamment sa protection étendue à Molière et à sa troupe. C'est grâce à lui que Molière se produit pour la première fois devant le roi le 24 octobre 1658. La troupe lui est offerte par le roi et le cardinal Mazarin en octobre 1658, alors que Monsieur n'a que dix-huit ans et quasiment aucun revenu. Le comédien La Grange précise dans son Registre que les 300 livres annuelles promises à chaque comédien n'ont jamais été versées. En 1665, Louis XIV retire la troupe à son frère pour en faire sa troupe personnelle. Philippe accueille l'académie de musique et l'académie de danse au Palais-Royal. Après la mort de Molière, le roi la donne à Lully qui y transfère ainsi son académie de musique sans que Monsieur ait son mot à dire. Son activité de collectionneur de tableaux, de bijoux et de pierres précieuses est avérée.

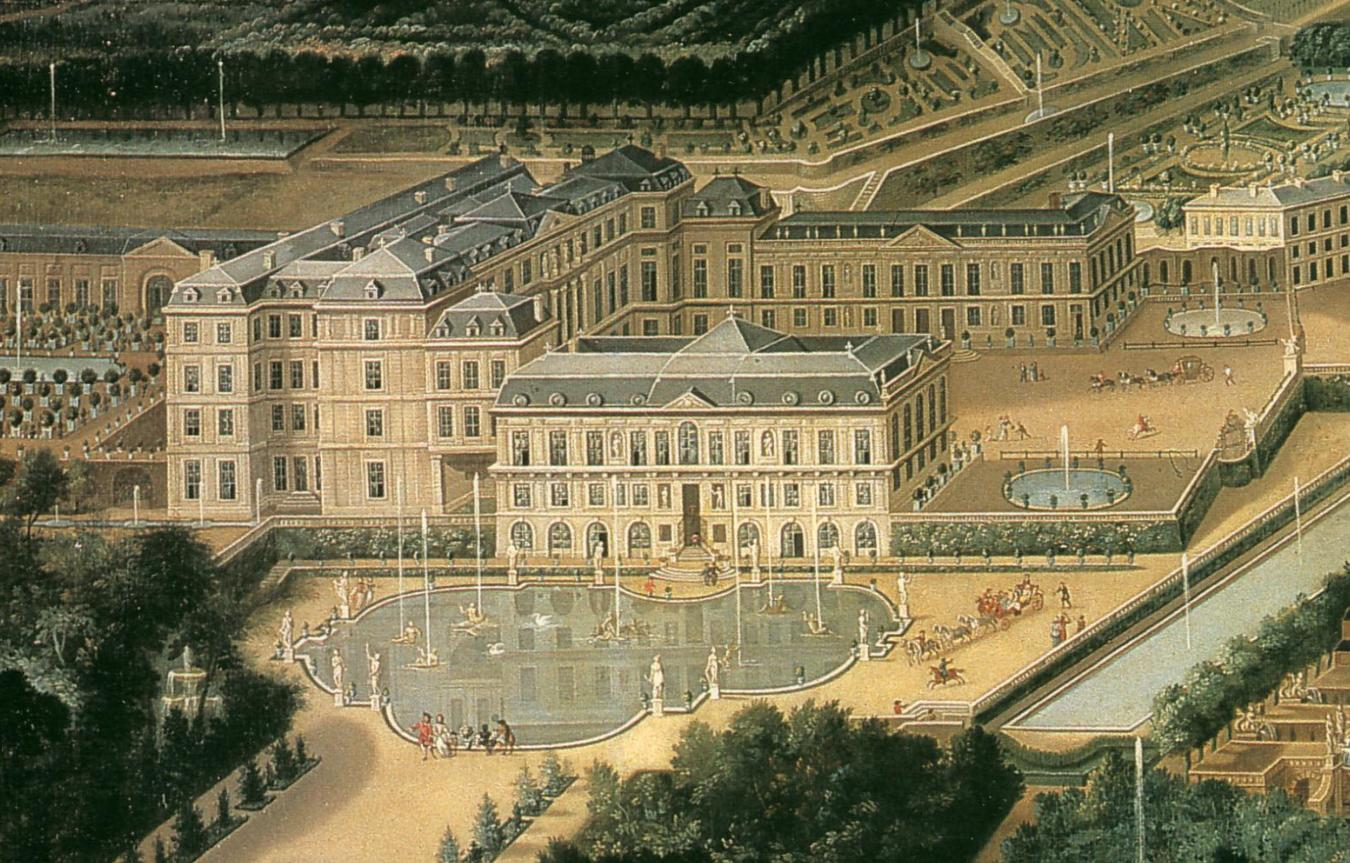
Château de Saint-Cloud, 1675

Il réside dans deux principaux palais qu'il aménage :
- le Palais-Royal, qu'il reçoit en apanage en 1692 et qu'il aménage à grands frais, y organisant des fêtes et des jeux ; son favori y a des appartements ;
- il aménage aussi le château de Saint-Cloud, offert par son frère en 1658, notamment en y faisant établir de grands jardins à la française et un Trianon.

### À l'écart du pouvoir
Bien que Philippe ait partagé avec son frère les humiliations de la Fronde, durant leur enfance, et malgré des talents de stratège manifestes et son courage au combat, Louis XIV, toujours méfiant, ne lui laisse aucune marge de manœuvre ni aucun pouvoir.
Cependant, Philippe remporte des victoires lors de la guerre de Hollande (bataille de la Peene à Noordpeene en 1677, aussi appelée bataille de Cassel) contre le prince d'Orange (un neveu de sa femme) et ses troupes. Les Parisiens l'acclament. Par jalousie (ou par précaution), son frère lui enlève à partir de ce jour tout commandement militaire majeur. Cette bataille de la Peene constitue donc son seul fait d'armes.
Monsieur reste toute sa vie écarté du pouvoir par le « Roi Soleil ». Désœuvré, après avoir conçu sans plaisir six enfants pour assurer la succession potentielle à la couronne, il se consacre à une vie futile où la débauche et les commérages tiennent lieu d'occupation, à l'entretien de ses châteaux et à l'observation scrupuleuse de l'étiquette à la cour. Ce culte de l'étiquette se révèle presque maladif, selon ses contemporains. Il se bat avec les autres personnages de la cour pour que les titres précis de chacun soient respectés ; par exemple, il se dispute avec ses cousins Condé pour être le seul à porter le titre de « Monsieur le Prince »[réf. nécessaire] (voir Appellations des membres de la Maison de France).

### Mariages
Il se marie deux fois, deux mariages imposés par Louis XIV. Le premier, avec la princesse Henriette d'Angleterre, est alors censé resserrer les liens des deux pays après la restauration des Stuart sur le trône britannique. La jeune « Madame » apprécie au plus haut point les mondanités et se retrouve entourée de plusieurs « chevaliers servants », dont Louis XIV lui-même, ce qui irrita Philippe et leur mère. De son côté, Henriette ne supporte pas les favoris de Monsieur. En dépit de cette mésentente, le couple conçoit tout de même cinq enfants, dont deux atteindront l'âge adulte.
Venant d'obtenir du roi l'exil du chevalier de Lorraine, Henriette meurt de façon plutôt mystérieuse à 26 ans (des rumeurs d'empoisonnement par les favoris de Monsieur, le chevalier de Lorraine et le marquis d'Effiat, circulent aussitôt). Cette mort soudaine de Madame inspire à Bossuet la célèbre oraison funèbre : « Madame se meurt, Madame est morte ». À 30 ans, Philippe est veuf mais il ne profite guère de sa liberté retrouvée. Philippe est le père de deux filles et, hormis le dauphin, tous les enfants légitimes du roi sont morts au berceau, la succession au trône doit être consolidée.
En échange du retour en grâce du chevalier de Lorraine, Monsieur accepte de se remarier avec la fille de l'Électeur Palatin, Élisabeth-Charlotte de Bavière. Sur la route menant d'Heidelberg à Paris, la jeune princesse calviniste se convertit au catholicisme puis est baptisée à Metz. Le mariage est célébré le 19 novembre 1671 en la cathédrale Saint-Étienne de Châlons. Hormis la nécessité d'obtenir un héritier mâle, Philippe ne s'intéresse guère à la jeune Allemande dont le physique l'impressionne. Le couple amuse la cour, la princesse étant une femme d'une corpulence plutôt imposante, tandis que lui est un homme efféminé et maniéré. Leurs relations sont empreintes d'un respect mutuel puis d'une certaine camaraderie, Philippe étant un mari plutôt conciliant et Madame se montrant franche et loyale. La princesse Palatine s'entend bien avec son beau-frère Louis XIV à qui elle voue une admiration quelque peu amoureuse et avec qui elle chasse. De l'union entre Monsieur et la princesse Palatine naissent deux fils et une fille. L'aîné titré duc de Valois meurt à l'âge de trois ans, le second, duc de Chartres, futur régent du royaume, et Mademoiselle de Chartres, future duchesse de Lorraine et de Bar, elle aussi régente de ses duchés. Son devoir de procréation accompli, le couple se met d'accord pour s'épargner réciproquement le devoir conjugal.
Cinq des six enfants légitimes du roi étant morts au berceau, les filles de « Monsieur » sont un élément important de la politique matrimoniale de la France. En 1679, l'aînée épouse, contre son gré, le roi Charles II d'Espagne. Comme sa mère, la jeune reine mourra à l'âge de 26 ans en 1689 sans avoir donné d'héritier à son mari. En 1684, la cadette épouse le duc Victor-Amédée II de Savoie. En 1698, la benjamine épouse le duc Léopold Ier de Lorraine.
À défaut d'enfants légitimes, le roi a engendré des enfants naturels qu'il a légitimés. Fidèle à sa politique d'humiliation des princes du sang, il mariera ses filles aux princes de sa maison. Après le prince de Conti en 1680 puis le duc de Bourbon en 1685, le duc de Chartres épousera en 1692 une bâtarde royale au grand dam de sa mère. Pour obtenir l'accord des Orléans à cette union qui scandalise la cour et l'Europe, le roi a fait miroiter des compensations honorifiques et lucratives à son frère et à son neveu mais ne tiendra pas sa parole.

### Mort

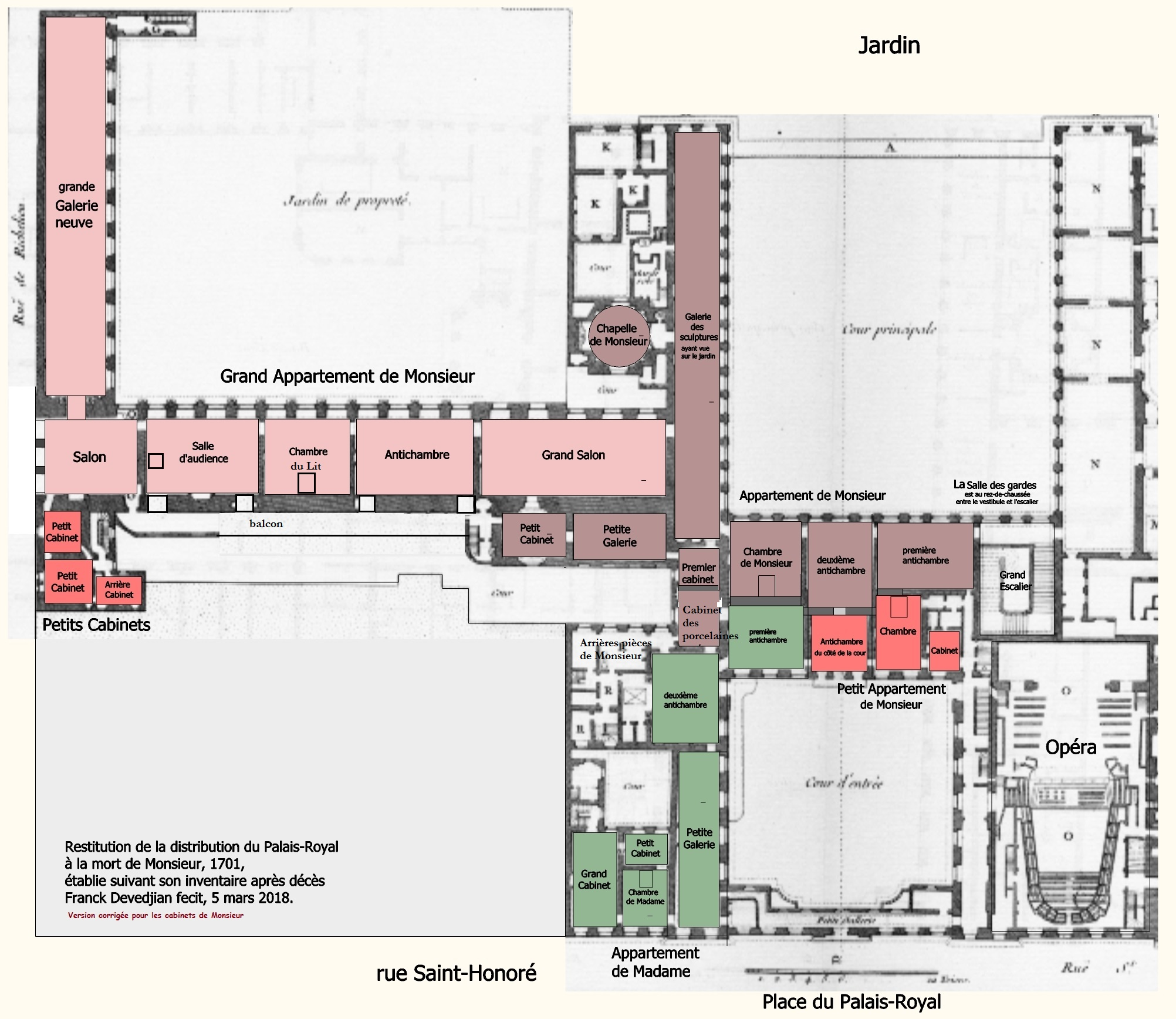
Restitution de la distribution du premier étage du Palais-Royal en 1701, à la mort de Monsieur. D'après son inventaire après décès.

Philippe de France meurt à Saint-Cloud le 9 juin 1701 au matin, d'une crise d'apoplexie. Le Dr Pierre Dionis ayant pratiqué l'autopsie du défunt, il l'identifie comme le troisième cas de mort subite, parmi les personnes célèbres, survenus à la cour de Louis XIV, les précédents ayant été Jean-Baptiste Colbert de Seignelay et François Michel Le Tellier de Louvois. Avec les évolutions médicales, une analyse rétrospective est réalisée sur la base des documents existants par le Pr Roger Rullière, en 1984, en diagnostiquant que la mort de Monsieur est due à une hémorragie cérébrale dont la cause était l'abondance alimentaire, l'absence d'exercice physique et la pratique de la saignée.
La mort a eu lieu après une dispute, la veille, avec le roi au sujet du mariage de leurs enfants (d'après Saint-Simon),. En effet, le duc de Chartres (futur régent) a été contraint d'épouser Mademoiselle de Blois, bâtarde légitimée de Louis XIV, en l'échange de charges qu'il n'a jamais reçues. La princesse Palatine est ulcérée de ce mariage inégal avec une « bâtarde » du roi.
Le duc, coureur de jupons, trompe ouvertement sa femme, et le roi a décidé de défendre les intérêts de sa fille. Les deux frères se disputent donc des semaines durant au sujet de ces charges et de ces tromperies. La veille du décès de Monsieur, le 8 juin 1701 au château de Marly, une énième altercation éclate durant laquelle celui-ci tiendra tête au roi, n'hésitant pas à faire remarquer à ce dernier que sa conduite en matière conjugale n'est pas non plus exempte de tout reproche. S'en retournant à Saint-Cloud, le duc d'Orléans subit une attaque qui le terrasse dans la soirée. Il rend son dernier soupir le lendemain matin, après une ultime visite du souverain.
Le « Roi-Soleil » fut très affecté de sa disparition et en pleura beaucoup les jours suivants, selon les chroniqueurs de l'époque. Malgré les vexations constantes qu'il avait fait subir à son frère, Louis XIV se serait, dit-on, senti coupable de sa mort. Cette tristesse ne fut partagée ni par le chevalier de Lorraine, ni par la Palatine[réf. nécessaire] dont la seule préoccupation du moment fut de savoir comment ne pas finir au couvent ou retirée (comme la tradition et son contrat de mariage le lui imposaient), néanmoins elle veilla à brûler elle-même secrètement les lettres écrites au duc par ses mignons (Philippe de Lorraine, Armand de Gramont, Antoine d'Effiat) afin de ne pas exposer l'intimité de son époux.
Le cœur de Monsieur est porté à la chapelle Sainte-Anne (nommée la « chapelle des cœurs » renfermant les cœurs embaumés de 45 rois et reines de France) de l'église du Val-de-Grâce. En 1793, lors de la profanation de cette chapelle, l'architecte Louis François Petit-Radel s'empare de l'urne reliquaire en vermeil contenant son cœur, la vend ou l'échange contre des tableaux à des peintres recherchant la substance issue de l'embaumement ou « mummie » – très rare et hors de prix – alors réputée, une fois mêlée à de l'huile, donner un glacis incomparable aux tableaux.

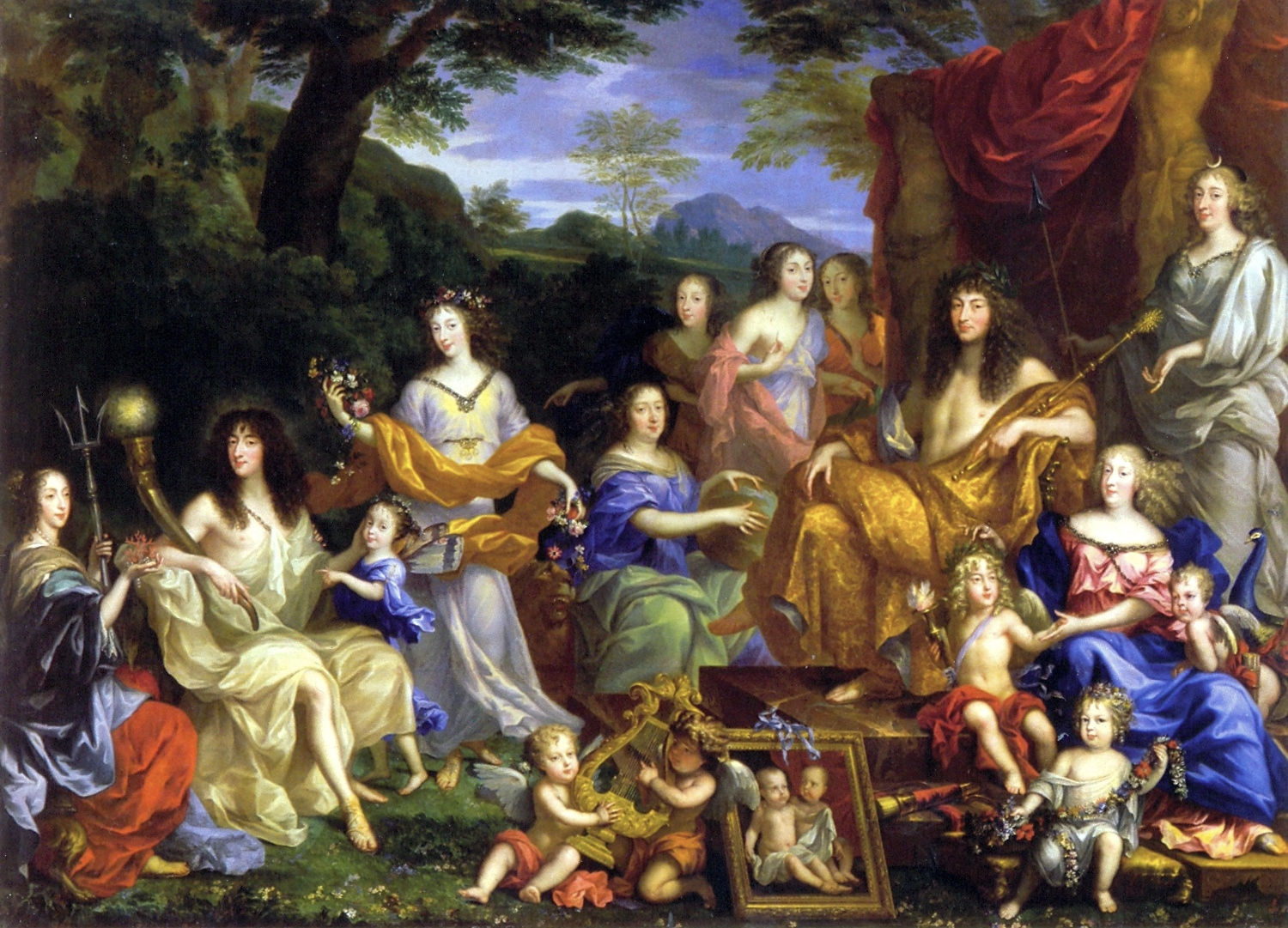
Monsieur (à gauche) face à son frère Louis XIV de France (à droite), au milieu de la famille royale.

## Descendance

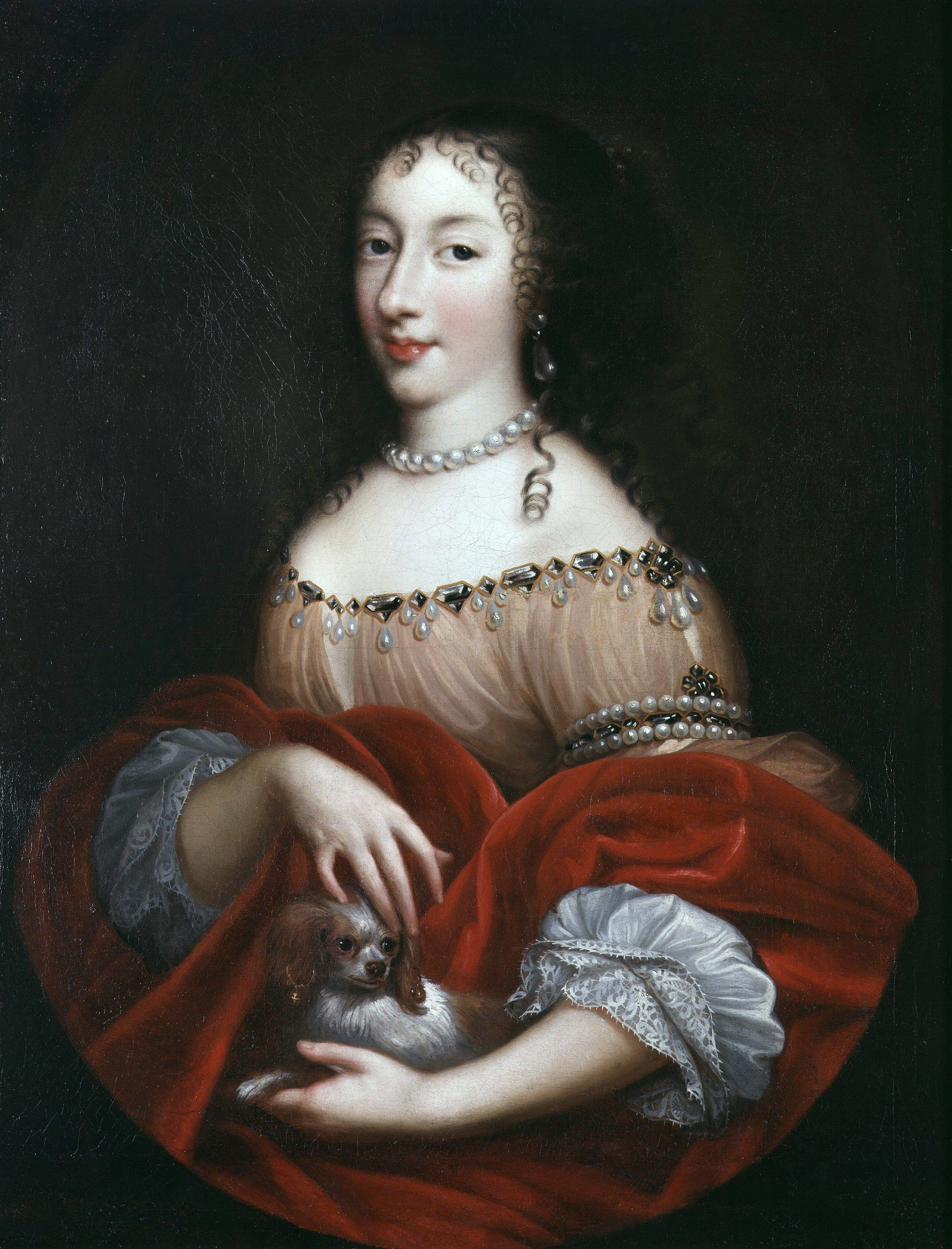
Henriette d'Angleterre.

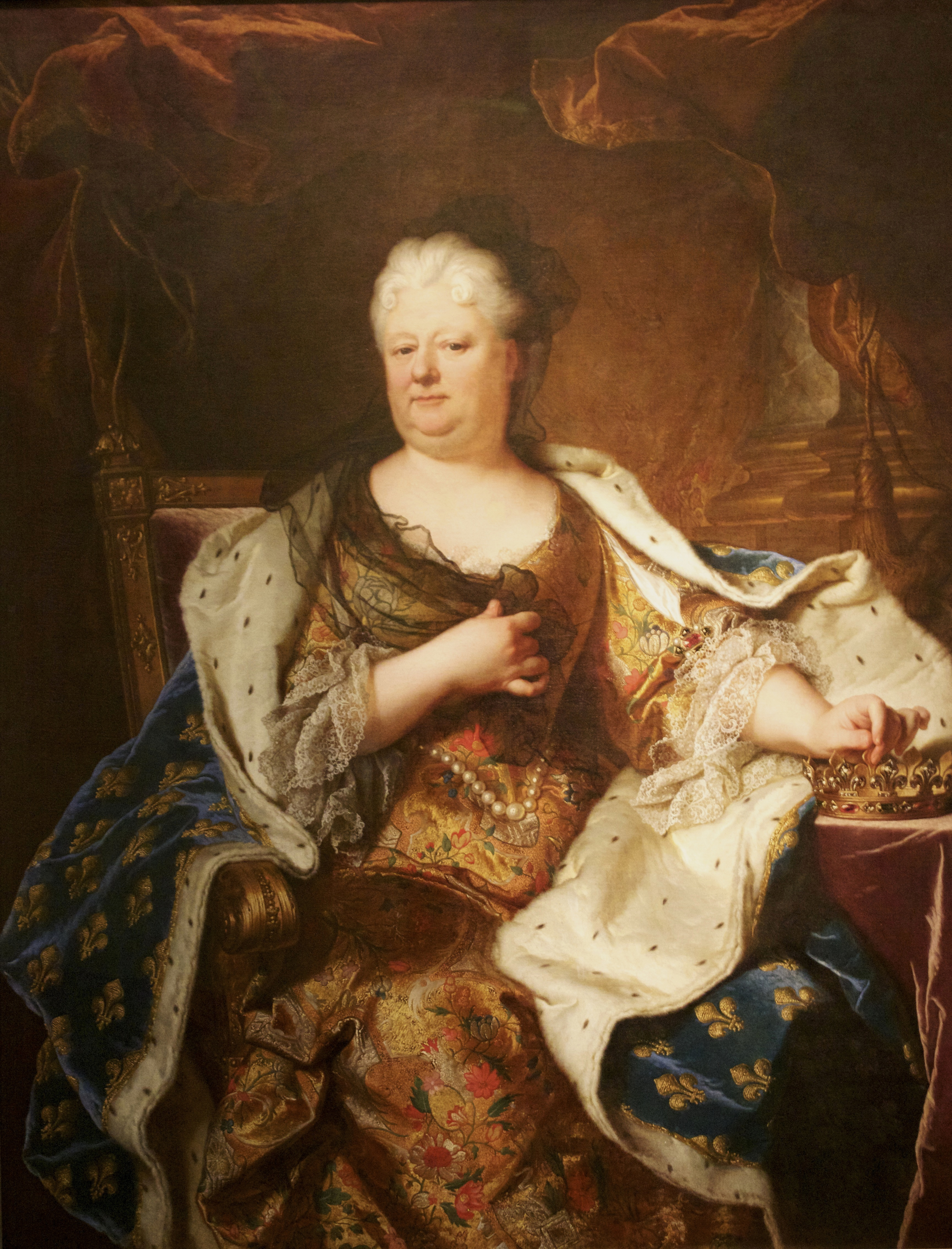
La princesse Palatine.

### Avec Henriette d'Angleterre
Il se marie le 31 mars 1661 avec sa cousine germaine Henriette d'Angleterre avec qui il a :
1. Marie-Louise d'Orléans (27 mars 1662-12 février 1689), devient reine des Espagnes et des Indes en épousant Charles II de Habsbourg mais n'eurent pas de descendance à cause de l'état de santé défaillant de Charles ;
2. Philippe-Charles d'Orléans, duc de Valois (16 juillet 1664-8 décembre 1666), mort en bas âge ;
3. une fille née le 9 juillet 1665 à Versailles, morte peu après sa naissance[20] ;
4. Un fils mort-né en 1667 ;
5. Anne-Marie d'Orléans (27 août 1669-26 août 1728) épouse le 10 avril 1684 Victor-Amédée II de Savoie et devient ainsi reine consort de Sardaigne. Elle hérite par sa mère de l'aînesse de la succession royale britannique (succession jacobite), qu'elle transmit à sa descendance dans la maison de Savoie. De cette ligne sont donc issus nombre de princes italiens et espagnols.

### AvecÉlisabeth-Charlotte de Bavière
Son second mariage, le 21 décembre 1671 avec Élisabeth-Charlotte de Bavière dite la « princesse Palatine », avec qui il a :
1. Alexandre-Louis d'Orléans, duc de Valois (1673-1676), mort en bas âge.
2. Philippe d'Orléans (2 août 1674-1723), duc de Chartres, puis, ayant hérité des titres de son père, duc d'Orléans, et régent de France à la mort de son oncle Louis XIV.
3. Élisabeth-Charlotte d'Orléans (13 septembre 1676-1744), devint duchesse de Lorraine et de Bar en épousant le duc Léopold Ier puis régente des deux duchés de 1729 à 1737 et Princesse souveraine de Commercy de 1737 à sa mort.

Parmi leur descendance, on compte notamment, par leur fils Philippe, Philippe Égalité, le roi Louis-Philippe et tous les prétendants orléanistes au trône de France, et par leur fille Élisabeth-Charlotte, François Ier, empereur du Saint-Empire, et la Maison de Habsbourg-Lorraine dont la reine Marie-Antoinette (1755-1793). De cette lignée est également issu Napoléon II, fils de Napoléon Ier et de l'archiduchesse Marie-Louise d'Autriche.

## Titulature et décorations

### Titulature
- 21 septembre 1640 — mars 1661 : Son Altesse royale Philippe de France, duc d'Anjou, fils de France
- mars 1661 — 9 juin 1701 : Son Altesse royale Philippe de France, duc d'Orléans, fils de France

Liste complète :

Monsieur, frère unique du roi, Fils de France, duc d'Anjou (de sa naissance jusqu'en 1668) puis duc d'Orléans, de Chartres, de Valois, de Nemours et de Montpensier, et de Châtellerault, Pair de France, Prince de Joinville, comte de Dourdan et de Romorantin, comte de Mortain, comte de Bar-sur-Seine, vicomte d'Auge et de Domfront, marquis de Coucy et de Folembray, baron de Beaujolais, seigneur de Montargis.

### Décorations dynastiques
Royaume d'Espagne
| Ordre de la Toison d'Or | Chevalier de l'ordre de la Toison d'Or (3 juin 1701) |

 Royaume de France
| Ordre du Saint-Esprit | Chevalier des ordres du Roi (8 juin 1654) |

## Portraits contemporains

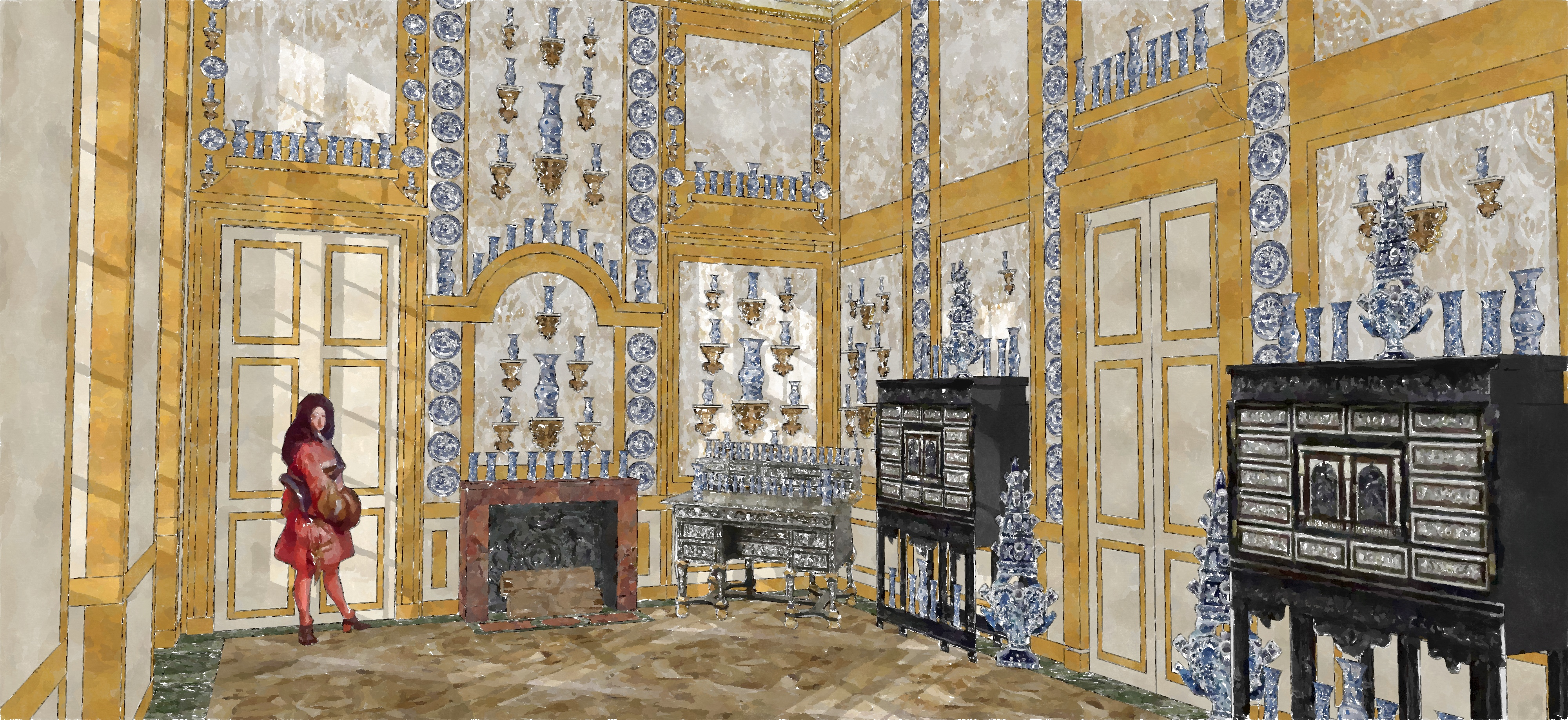
Proposition de restitution du Cabinet des Porcelaines de Monsieur au château de Saint-Cloud, vers 1685.

Saint-Simon fit un portrait de Monsieur dans ses mémoires (Tome 3 - Chapitre IX) :

« Du reste Monsieur, qui avec beaucoup de valeur avait gagné la bataille de Cassel, et qui en avait toujours montré une fort naturelle en tous les sièges où il s'était trouvé, n'avait d'ailleurs que les mauvaises qualités des femmes. Avec plus de monde que d'esprit, et nulle lecture, quoique avec une connaissance étendue et juste des maisons, des naissances et des alliances, il n'était capable de rien. »

« Personne de si mou de corps et d'esprit, de plus faible, de plus timide, de plus trompé, de plus gouverné, ni de plus méprisé par ses favoris, et très souvent de plus malmené par eux. Tracassier et incapable de garder aucun secret, soupçonneux, défiant, semant des noises dans sa cour pour brouiller, pour savoir, souvent aussi pour s'amuser, et redisant des uns aux autres.(…) »

« C'était un petit homme ventru, monté sur des échasses tant ses souliers étaient hauts, toujours paré comme une femme, plein de bagues, de bracelets et de pierreries partout, avec une longue perruque toute étalée devant, noire et poudrée et des rubans partout où il pouvait mettre, plein de sortes de parfums et en toutes choses la propreté même. »

« On l'accusait de mettre imperceptiblement du rouge. Le nez fort long, la bouche et les yeux beaux, le visage plein mais fort long. Tous ses portraits lui ressemblent. J'étais piqué à le voir qu'il fit souvenir qu'il était fils de Louis XIII à ceux de ce grand prince, duquel, à la valeur près, il était si complètement dissemblable. »

La princesse Palatine décrira son mari par ces termes :

« Tandis que le roi aimait la chasse, la musique et la comédie, mon époux n’aimait que le jeu, la table et la parure. Assurément il dansait bien, mais à la manière des femmes. Il ne pouvait danser comme un homme à cause de ses souliers à talons hauts. »

## Dans les arts et la culture populaire

### Filmographie

#### Cinéma
- Dans Vatel de Roland Joffé, film sur le maître d'hôtel François Vatel, Monsieur est représenté comme un homme excentrique ouvertement homosexuel. Tôt dans le film, il fait demander à Vatel qu'il lui apporte un de ses commis de cuisine (un jeune garçon) afin qu'il devienne son page. Vatel refuse.
- Dans Molière, il est joué par Nicolas Vaude.
- Dans Louis, enfant roi de Roger Planchon, Philippe est représenté enfant, brimé par sa mère et par la relation avec son frère, voulant porter des robes, et se cachant avec des garçons.
- Dans L'Allée du Roi de Nina Companeez, Monsieur est représenté en homosexuel extraverti s'adonnant à la parure.

#### Télévision

##### Série
- Versailles, Philippe est un des protagonistes. Joué par Alexander Vlahos, il est représenté comme un homme ambitieux à l'ombre de son frère, qui aime le vin, les vêtements, la guerre et le chevalier de Lorraine.

### Musique
- Dans la comédie musicale Le Roi Soleil de Kamel Ouali, Monsieur est aussi représenté en homosexuel extraverti joué par Christophe Maé.
- Dans la comédie musicale Molière l'opéra urbain de Dove Attia (2023), il est joué par David Alexis. Monsieur est représenté comme un homme aux tenues (perruque verte) et au langage exubérants (il s'exprime notamment dans un langage jeune du XXIe siècle).

### Littérature
- Dans son roman épistolaire, Jean-Michel Riou, donne à Monsieur une tribune pour s'expliquer de sa relation avec son frère : L'honneur m'est plus cher que la vie, l'audacieuse confession de Monsieur, frère de Louis XIV, Robert Laffont, 2024.
- Monsieur est aussi un personnage secondaire dans Le Vicomte de Bragelonne d'Alexandre Dumas.